# Bukhara
Bukhara er en by i Usbekistan. Bukhara blev grundlagt i begyndelsen af vores tidsregning og senest i det 2. århundrede e.Kr. Den kendes fra kinesiske skrifter omkring 400 e.Kr. I 709 erobrede araberne både byen og dens opland. Beliggenheden på en parallel rute til Silkevejen havde på det tidspunkt gjort den til et vigtigt handels- og kulturcentrum med handelsforbindelser både mod nord, øst og vest.
I dag er byen regionshovedstad i Usbekistan. Der var 224.000 indbyggere i 1989 og 284.000 i 2004. Byen er vokset kraftigt siden 1960 og gør det stadigvæk, bl.a. på grund af de store olie- og gasfund i nærheden. Størstedelen af befolkningen er persisktalende tadsjikere.
Vand fra floderne Zeravsjan og Amu Darya er kanaliseret og bruges til kunstvanding. Derfor er bomuld, silke, fødevarer og pelsværk (karakul) grundlaget for byens industri og håndværk. De gamle kunsthåndværkstraditioner er bevaret i et vist omfang, og bl.a. guldbroderi sælges stadig.